# Voo Air India 171
O Voo Air India 171 foi um voo internacional regular de passageiros operado pela Air India de Aeroporto de Ahmedabad, na Índia, para o Aeroporto de Londres Gatwick, no Reino Unido. Em 12 de junho de 2025, o Boeing 787-8 Dreamliner designado para a rota caiu pouco após a decolagem no bairro Meghani Nagar, em Ahmedabad, com 242 pessoas a bordo. A polícia informou que pelo menos 204 corpos foram recuperados do local do acidente, incluindo passageiros e vítimas em solo. Este acidente representa a primeira perda de fuselagem e o primeiro acidente fatal envolvendo um Boeing 787 Dreamliner.

## Contexto

### Aeronave

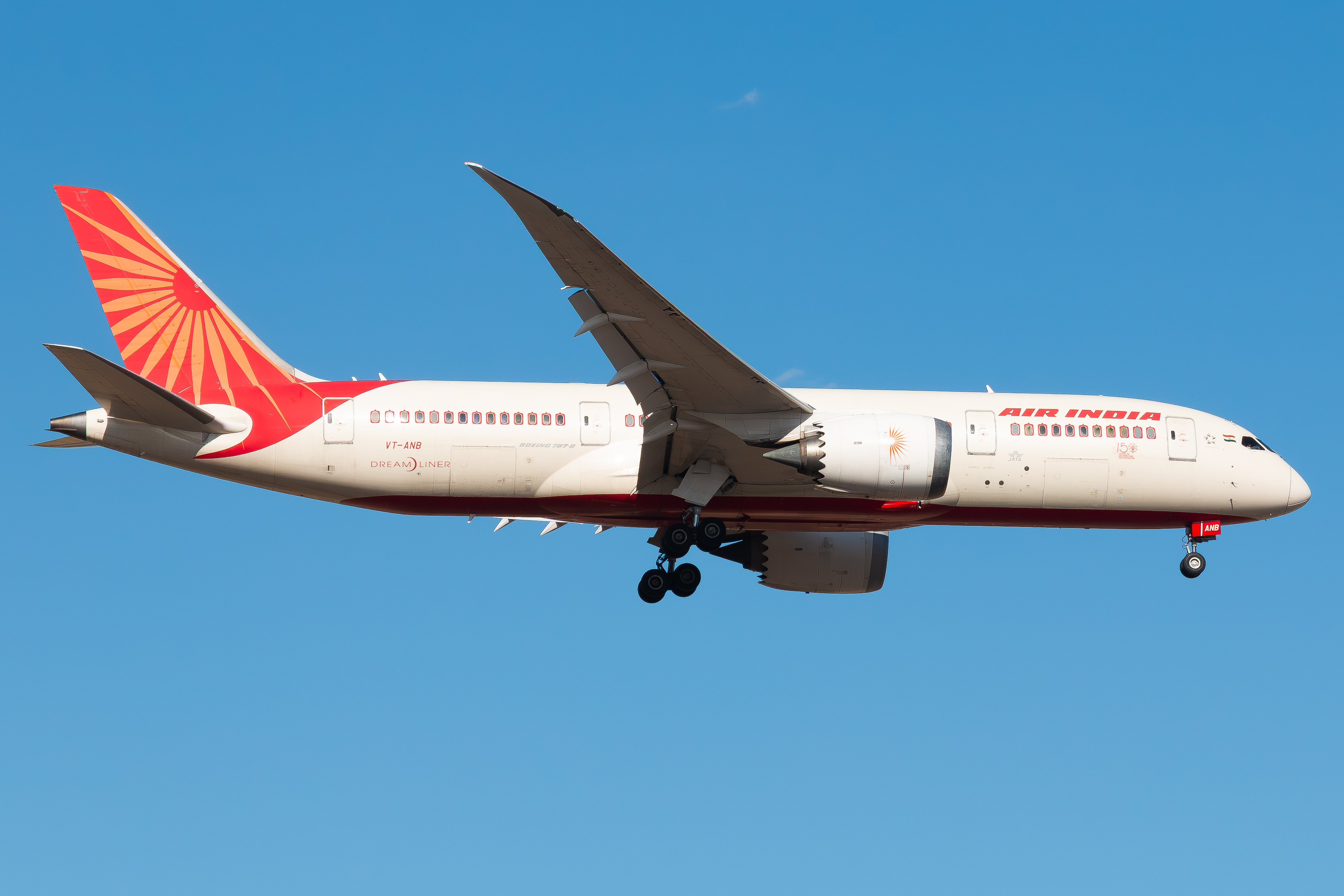
VT-ANB, a aeronave envolvida no acidente, em dezembro de 2024

A aeronave envolvida era um Boeing 787-8 Dreamliner com 11 anos de uso, registrada como VT-ANB, equipada com dois motores General Electric GEnx. Seu primeiro voo foi em 14 de dezembro de 2013 e foi entregue à Air India em 28 de janeiro de 2014.
Esse foi o primeiro acidente fatal envolvendo um Boeing 787 desde sua introdução em 2011 e a primeira grande perda de fuselagem da Air India desde o atentado ao Voo Air India 182 em 1985. De acordo com informações da Boeing, foi a primeira perda de fuselagem de um 787 Dreamliner.

### Passageiros e tripulação
O voo transportava 242 pessoas: 230 passageiros, incluindo 11 crianças e 2 bebês, além de 2 pilotos e 10 comissários de bordo, segundo a Diretoria Geral da Aviação Civil da Índia (DGCA) e a Air India.
A lista de passageiros incluía 169 cidadãos indianos, 53 britânicos, 7 portugueses e 1 canadense. Entre os passageiros estava Vijay Rupani, ex-Ministro-Chefe de Gujarat.
O voo era comandado pelo Capitão Sumeet Sabharwal e pelo Primeiro Oficial Clive Kundar.

## Acidente
O voo 171 decolou da pista 23 do Aeroporto de Ahmedabad às 13h38, horário local (IST; 08h08 UTC), com destino ao London Gatwick. O transponder ADS-B da aeronave reportou uma altitude de 625 feet (191 m) antes de a recepção ser perdida às 08h08min50 UTC, a cerca de 70 metros do início da pista 05. A tripulação emitiu um chamado de socorro (mayday) para o controle de tráfego aéreo de Ahmedabad. O acidente ocorreu durante a subida inicial. Durante a descida da aeronave, o trem de pouso ainda não havia sido recolhido.[carece de fontes?] Um vídeo do incidente mostrou a aeronave descendo e colidindo em uma nuvem de fogo e fumaça. Testemunhas do bairro de Meghani Nagar relataram ter ouvido várias explosões, seguidas por densas colunas de fumaça visíveis de locais próximos, quando a aeronave atingiu um edifício e deslizou. Um oficial sênior da polícia de Ahmedabad disse à ANI que o avião colidiu com um prédio residencial no campus da Faculdade de Medicina B. J.. Os estabilizadores e a parte traseira da aeronave, parcialmente intactos, ficaram projetados para fora de um prédio de vários andares após o acidente.
De acordo com os relatórios METAR, o tempo estava estável e a visibilidade era boa.

## Resposta de emergência
Serviços de emergência, incluindo pelo menos sete caminhões de bombeiros e várias ambulâncias, foram acionados imediatamente. O Departamento de Bombeiros e Serviços de Emergência de Ahmedabad confirmou o envio de unidades de diversas divisões da cidade. Todas as vias que levam ao local do acidente e áreas próximas foram fechadas para facilitar as operações de resgate. A Força Central de Segurança Industrial (CISF), responsável pela segurança no Aeroporto de Ahmedabad, foi uma das primeiras a responder. Agentes da CISF ativaram imediatamente os protocolos de emergência após o acidente e correram até o local para conduzir as operações de resgate. Eles estão trabalhando em estreita coordenação com as autoridades locais e outros serviços de emergência para proteger a área, auxiliar os sobreviventes e gerenciar a cena. O Exército Indiano também foi mobilizado para ajudar na remoção dos destroços e no atendimento aos feridos. Um hospital militar foi colocado em prontidão para auxiliar os esforços. Pouco após o acidente, todas as operações de voo no Aeroporto de Ahmedabad foram temporariamente suspensas.

## Vítimas
Segundo a polícia, mais de 240 pessoas morreram, incluindo aquelas em solo.
Um cidadão britânico de quarenta anos sobreviveu e foi o único sobrevivente.
Ele estava no assento 11A, próximo a uma saída de emergência.
Sua sobrevivência torna este o acidente aéreo mais mortal da história com um único sobrevivente até 2025.
Entre as vítimas notáveis do acidente estava Vijay Rupani, Primeiro-ministro de Gujarat entre 2016 e 2021.
Pelo menos 50 estudantes de medicina, que estavam em um alojamento atingido pela aeronave, foram hospitalizados, e 41 pessoas ficaram feridas.

## Investigação
A Direção Geral de Aviação Civil (DGCA) e a Air India iniciaram investigações sobre o acidente. Uma equipe técnica foi enviada para avaliar a causa do acidente. No momento do acidente, o avião estava com o tanque cheio de combustível para o voo de longa distância até Londres, o que pode ter contribuído para a intensidade do incêndio.

### Relatório preliminar
Em 8 de julho, o AAIB publicou um relatório preliminar com suas conclusões iniciais.

Captura de tela do circuito interno de TV mostrando o RAT da aeronave implantado

De acordo com o gravador de dados de voo, a aeronave atingiu a velocidade de decolagem às 8:8:33 (UTC) e decolou por volta das 8:8:39. Às 8:8:42, quando a aeronave atingiu sua velocidade máxima registrada de 180 kn (0,0926 km), ambos os motores desligaram após seus respectivos interruptores de controle de combustível se moverem da posição RUN para CUTOFF um após o outro, com um segundo de intervalo. Os níveis de potência do motor começaram a cair imediatamente. Gravações de voz da cabine capturaram um piloto perguntando ao outro por que ele havia cortado o combustível, com o segundo piloto respondendo que não. Imagens de CFTV do aeroporto mostraram a implantação automática da turbina eólica de emergência (RAT) logo após a decolagem. As imagens também não mostraram nenhuma atividade significativa de pássaros ao longo da trajetória de voo e que a aeronave começou a perder altitude antes de cruzar o muro do perímetro do aeroporto.:14–15
Às 08:08:47, com ambos os motores perdendo potência, o RAT foi acionado e começou a fornecer energia hidráulica e elétrica de emergência. Às 08:08:52, o interruptor de combustível do motor 1 retornou à posição RUN, seguido quatro segundos depois pelo interruptor do motor 2. Nesse ponto, o sistema de controle digital de motor de autoridade total (FADEC) de cada motor tentou reiniciá-los automaticamente. Ao final da gravação de dados de voo, às 08:09:11, o motor 1 havia religado e estava acelerando, enquanto o motor 2 havia religado, mas sua velocidade central continuava a cair, com o FADEC introduzindo combustível adicional na tentativa de recuperar o empuxo.:15
O gravador de dados de voo mostrou que ambos os manetes de potência foram mantidos em potência de decolagem até o impacto, apesar de ambas as alavancas de potência estarem próximas da posição de marcha lenta. Os flaps foram ajustados corretamente para decolagem a 5°.:10
Aproximadamente às 08:09:05 UTC, um dos pilotos emitiu um pedido de socorro de "mayday". O controlador de tráfego aéreo respondeu solicitando o indicativo de chamada da aeronave, mas não obteve resposta. A aeronave caiu logo em seguida.
O relatório não identificou nenhuma falha mecânica nem recomendou medidas de segurança para operadores ou fabricantes do 787 ou de seus motores GEnx. A causa dos movimentos do interruptor de combustível permanecia sob investigação até a publicação do relatório.

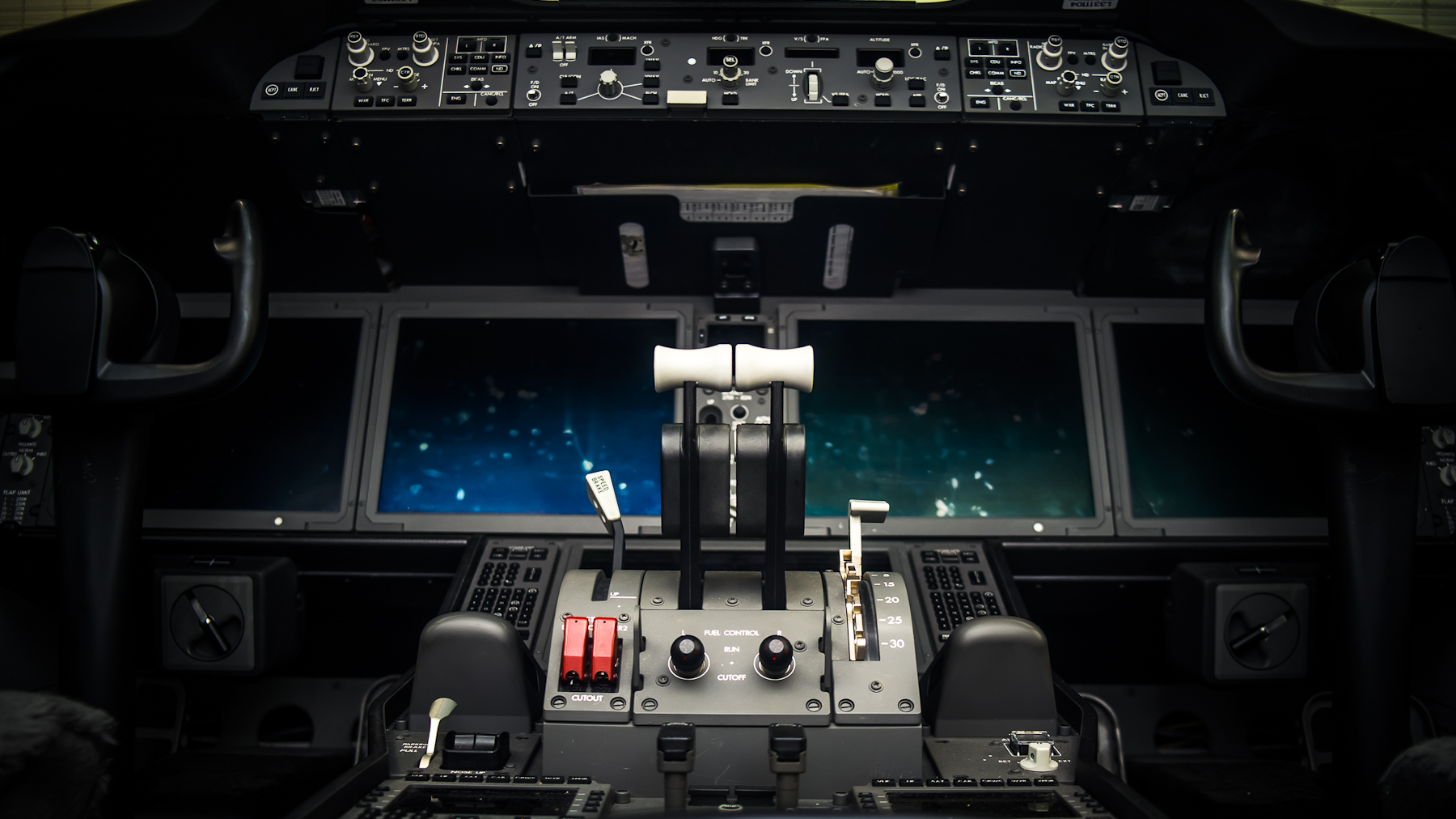
O pedestal do acelerador de um Boeing 787-8, semelhante ao da aeronave em questão. Os interruptores de controle de combustível estão na parte inferior central

De acordo com o relatório preliminar, a FAA emitiu o Boletim Especial de Informações de Aeronavegabilidade (SAIB) NM-18-33 em 2018, alertando que interruptores de combustível de tipo semelhante aos do 787-8 haviam sido instalados em aeronaves 737 com o recurso de trava desengatado. Não foi encontrado nenhum registro de que a Air India tenha realizado a inspeção recomendada, mas não obrigatória, na aeronave do incidente. Os registros de manutenção mostraram que o módulo de controle do acelerador foi substituído duas vezes posteriormente, em 2019 e 2023, mas por motivos não relacionados aos interruptores de corte de combustível. Nenhum defeito relacionado aos interruptores de corte foi relatado desde 2023.:6

## Reações

### Governamental
O ministro do Interior indiano, Amit Shah, teria conversado com o ministro-chefe de Gujarat após o incidente. O ministro-chefe, Bhupendra Patel, afirmou que as autoridades receberam instruções para realizar “operações imediatas de resgate e socorro” e tomar providências em “pé de guerra”.
No Reino Unido, a líder da Câmara dos Comuns, Lucy Powell, ofereceu condolências e disse que o governo forneceria “todo o apoio possível” às pessoas afetadas na Índia e no Reino Unido.

### Air India
Em uma declaração no X, o presidente da Air India, Natarajan Chandrasekaran, confirmou que o voo 171 se envolveu em um “trágico acidente” e expressou suas “mais profundas condolências” às pessoas afetadas. Ele disse que o foco da companhia aérea é apoiar as vítimas e suas famílias, auxiliar as equipes de emergência e fornecer atualizações verificadas.
Os preços das ações da Boeing caíram 5% após o acidente.